# 克里亞群島短吻獅子魚
克里亞群島短吻獅子鱼，为輻鰭魚綱鮋形目杜父魚亞目狮子鱼科的其中一種。分布於北太平洋區的千島群島海域，屬深海魚類，棲息在水深419公尺的水域，體長可達6.4公分，生活習性不明。